# Dunaföldvár
Dunaföldvár est une ville et une commune du comitat de Tolna en Hongrie.

## Personnalités
- Gyula Alpári (1882-19944), homme politique communiste
- Piroska Oszoli (1919-2017), peintre, y est née et y a vécu.